# Ellen McArthur
Cet article concerne l'historienne. Pour la navigatrice, voir Ellen MacArthur.
Ellen Annette McArthur, née le 19 juin 1862 à Duffield (Derbyshire) et morte le 4 septembre 1927 à Cambridge, est une historienne économiste britannique. Elle enseigne l'histoire à Girton College et est principale adjointe de ce collège en 1895-1896.

## Biographie
Ellen McArthur fait ses études secondaires la à St Leonards School (en), à St Andrews, où elle enseigne ensuite pendant une année, puis elle obtient une bourse pour poursuivre ses études à Girton College de 1882 à 1885. Elle obtient une mention très bien aux tripos d'histoire en 1885. Elle obtient un doctorat délivré par Trinity College en 1905, en vertu des arrangements ad eundem accordés aux Steamboat ladies, qui permettaient entre 1904 et 1907, aux anciennes étudiantes des universités d'Oxford et de Cambridge, d'obtenir une équivalence, à une époque où ces deux universités anglaises ne délivraient pas de diplômes aux femmes
Elle commence à enseigner à Girton College en 1886 et est principale adjointe en 1895-1896. Elle enseigne à Westfield College de 1907 à 1911, se rendant à Londres un jour par semaine.